# Skogstorps hamn
Skogstorps hamn var en tilläggningsplats för ångfartyg under slutet av 1800-talet i Hyndevadsån i Skogstorp i Eskilstuna kommun.
Ångbåtstrafik till Skogstorp aktualiserades i samband med anläggandet av Oxelösund–Flen–Västmanlands Järnväg, vars första etapp Oxelösund–Eskilstuna invigdes 1875. Järnvägsbolaget ville öka underlaget för frakt. Därför grundade järnvägsbolaget Rederi AB Skogstorp och beställde ångfartyget S/S Gustaf Lagerbjelke av Bergsunds Mekaniska Verkstad i Stockholm.
Skogstorps hamn anlades strax ovanför Hyndevadfallet, nära den plats där några år senare Skogstorps Sågverk anlades. Ån muddrades upp för att tillåta ett fartyg med ett djupgående på ungefär 2,3 meter. Ett stickspår byggdes ned till ångbåtsbryggan, och stinsen på Skogstorps station utsågs att också vara hamnchef.
För persontrafiken från hamnen till Eskilstuna fanns mellan 1902 och 1909 också hållplatsen Hyndevads Damm. Persontrafiken till Skogstorps hamn upphörde i slutet av 1920-talet.